# 北利爾本 (密蘇里州)
北利爾本（英語：North Lilbourn）是位於美國密蘇里州新馬德里縣的村。

## 人口
根據2020年美國人口普查的數據，北利爾本的面積為0.45平方千米，皆為陸地。當地共有人口22人，而人口密度為每平方千米49人。